# 兴业银行

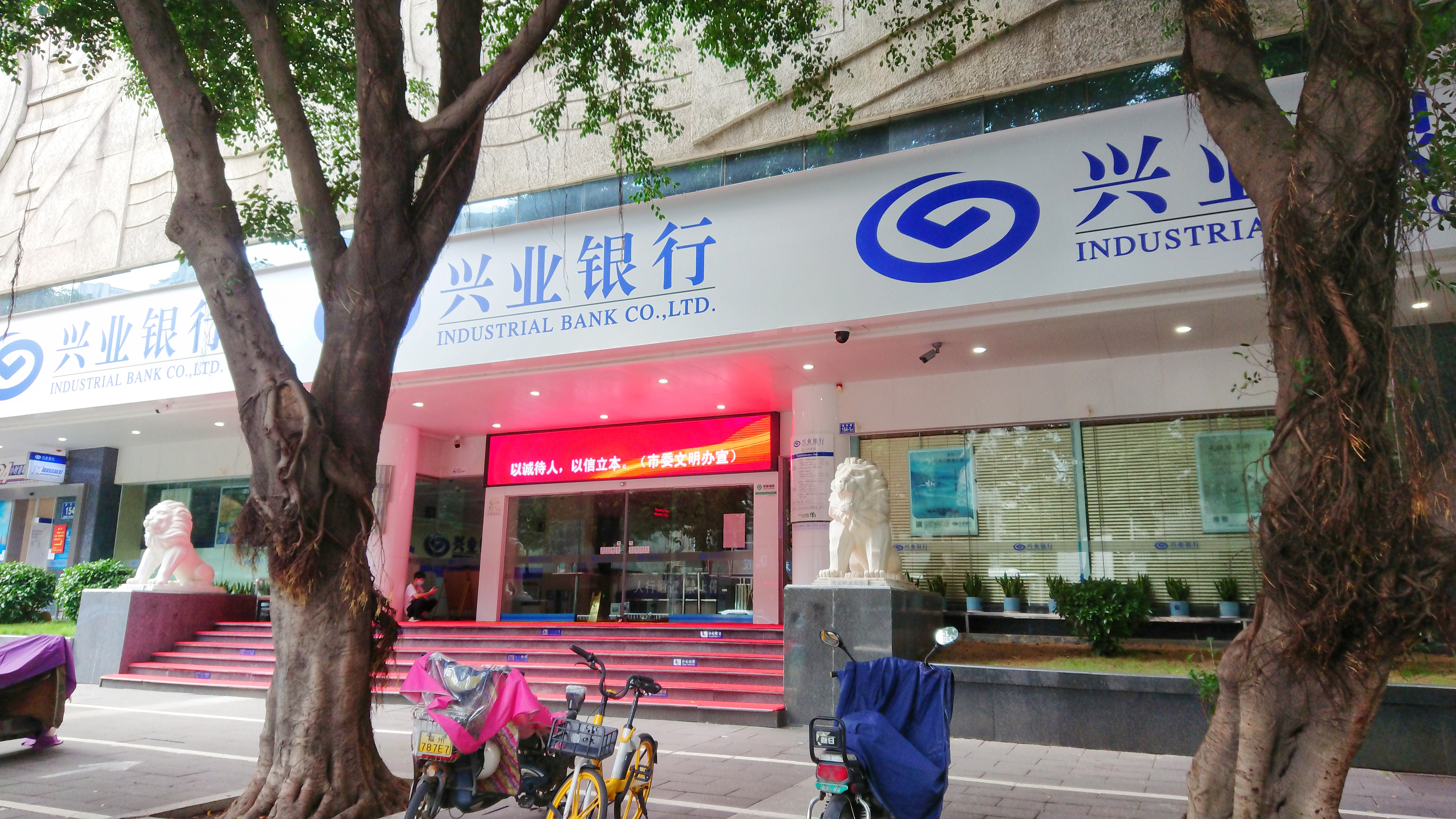
兴业银行总行营业部

兴业银行（Industrial Bank）（上交所：601166），原名福建兴业银行，是总部位于中国福建省福州市的一间全国性股份制商业银行；是经中国国务院、中国人民银行批准成立的首批股份制商业银行之一，2007年2月5日正式在上海证券交易所挂牌上市（股票代码：601166），注册资本50亿元，是中国大陆首家赤道银行。目前，福建省财政厅是兴业银行的单一最大股东，占股20.57%。

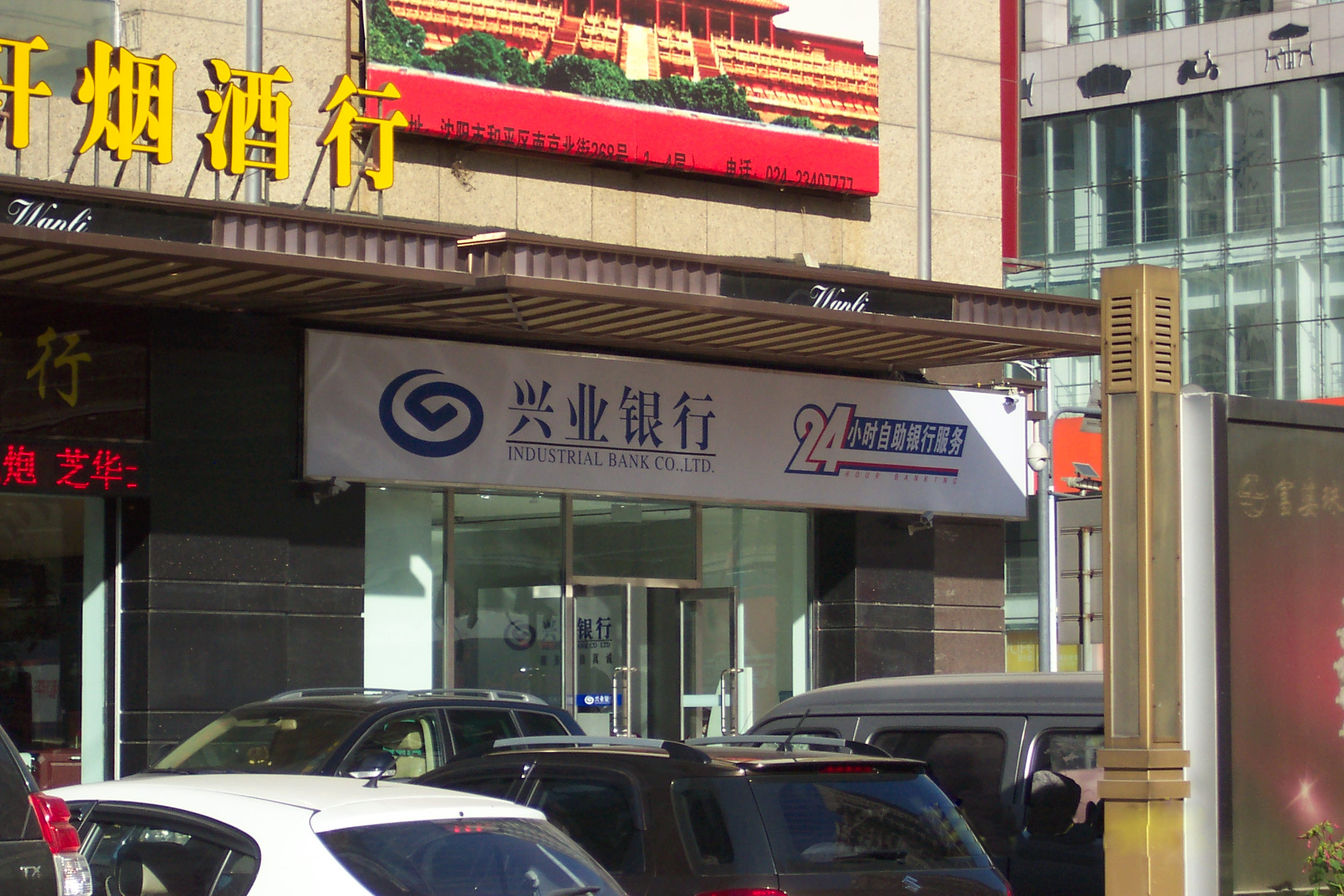
兴业银行股份有限公司 Industrial Bank Company of China

根据英国《银行家》杂志于2006年6月首次发布的“中国银行100强排行”，兴业银行平均资本利润率列各家全国性银行首位，一级资本和资产总额均列全国第十位。截至2016年末，兴业银行总资产达6.09万亿元，较年初增长14.85%，居股份制同类银行首位；实现营业收入1570.6亿元，实现净利润538.5亿元，同比增长7.26%，总资产收益率和加权净资产收益率分别为0.95%和17.28%，持续保持同业优秀水平。
在英国《银行家》杂志发布的2018年全球银行1000强排名中，兴业银行按一级资本排名第26位，按资产总额排名第28位。

## 历史
据《福建省志》记载福建兴业银行起源自1981年12月4日成立的非银行金融机构——福建省福兴财务公司。
1988年8月，福建兴业银行由三家福建省省属企业——福兴财务公司，福建投资企业公司，福建华兴投资公司发起成立，为中国国务院、中国人民银行批准成立的首批股份制商业银行。
1996年3月20日，福建兴业银行设立上海分行，是其首家福建省外分行。
1998年4月，福建兴业银行设立深圳分行，2000年，广州分行正式营业。
2001年起，福建兴业银行通过收购地方金融机构的方式先后在浙江省设立义乌，温州，台州，无锡分行。
2003年3月更名为“兴业银行”，并宣布完成股份制改造。
2004年9月28日，银监会批准兴业银行跨省合并佛山市商业银行，并在此基础上成立佛山分行，这是首例全国股份商业银行并购城市商业银行的成功案例。同年12月6日，佛山分行正式营业。
2007年2月5日，兴业银行股票正式在上海证券交易所挂牌交易。兴业银行本次首发10.01亿股，发行价格为每股15.98元，募集资金近160亿元。
2012年3月7日，向中國人保資產管理股份有限公司、中國煙草總公司、北京市基礎設施投資有限公司、上海正陽國際經貿有限公司四名機構投資者定向增發最多20.72億股，配股價每股12.73元，最多集資263.8億元（人民幣）。其中中國人保將出資175億元認購13.80億股股份，當中80.21億元（約98.6億港元）由財險的委託資產認購，變相財險持有興業擴大後股本4.9%股權，中國煙草總公司出資52億元認購4.09億股股份，北京市基礎設施投資有限公司和上海正陽國際經貿有限公司分別出資20億元、16億元認購1.57億股和1.26億股。
2004年恒生銀行以17億人民幣（約16億港元）購入興業銀行股份，佔其擴大後股本的15.98%，2010年以23億元人民幣（約26億港元）參與興業銀行供股計劃，恒生由04年投資興業銀行至今，恒生收到興業銀行所派發之現金股息合計44億元。
2015年2月10日，恆生銀行以每股購股價13.36元人民幣，配售興業銀行5%股權或9.53億股，料最高籌得127.3億元人民幣（約157.9億港元）。是次交易完成後，恒生仍持有興業銀行5.87%股權。
2015年5月12日，恆生銀行以每股購股價17.68元人民幣，配售興業銀行4.99%股權或9.507億股，料最高籌得168.08億元人民幣（約209.9億港元），是次交易完成後，恒生仍持有興業銀行0.88%股權。

## 股份状况
截至2016年，兴业银行前十大股东依次为：
福建省财政厅18.22%、中国人民财产保险11.68%、中国证券金融股份有限公司有限公司3.57%、梧桐树投资平台有限责任公司3.52%、中国烟草总公司3.22%。

## 业务范围
经营范围包括：吸收公众存款；发放短期、中期和长期贷款；办理国内外结算；办理票据承兑与贴现；发行金融债券；代理發行、代理兑付、承销政府债券；买卖政府债券、金融债券；办理金融机构衍生产品交易业务（与股票和商品有关的衍生品除外）；从事证券投资基金托管；全国社会保障基金托管业务；从事同业拆借；买卖、代理买卖外汇；结汇、售汇业务；从事银行卡业务；提供信用证服务及担保；代理收付款项；提供保管箱服务；经国务院银行业监督管理机构批准的其他业务。

### 分支机构
兴业银行已在福州、北京、上海、广州、深圳、南京、杭州、天津、沈阳、洛陽、郑州、济南、济宁、重庆、武汉、成都、西安、厦门、太原、昆明、长沙、宁波、温州、义乌、台州、东莞、佛山、无锡、南昌、合肥、乌鲁木齐、大连、青岛、南宁、哈尔滨等全国主要城市设立了126家分行、2003家分支机构，在香港设立首家境外分行，在上海、北京设立了资金营运中心、信用卡中心、零售银行管理总部、资产托管部、大型客户业务部和投资银行部等总行经营性机构，与全球900多家银行建立了代理行关系。

## 企业文化
- 使命： 真诚服务 共同兴业
- 愿景： 一流银行 百年兴业
- 核心价值观： 理性 创新 人本 共享
- 精神： 务实 敬业 创业 团队